# Dumanoir
Dumanoir (właśc. Philippe François Pinel du Manoir; ur. 31 lipca 1806 w Capesterre-Belle-Eau, zm. 16 listopada 1865 w Pau) – francuski dramatopisarz i librecista. Autor ponad 200 sztuk teatralnych, m.in. Le Code des femmes, Les premières armes de RICHELIEU i Les Bourgeois de Paris.